# Javorník, Svitavy
Javorník là một làng thuộc huyện Svitavy, vùng Pardubický, Cộng hòa Séc.